# 노나카 가오리
노나카 카오리(野中カオリ, 7월 31일 ~ )는 일본의 여성성우이다.

## 출연작품

### 게임
2003년
- CROSS†CHANNEL PC판 (야마노베 미키) : 에노키즈 마오 (榎津まお) 명의
- 베이그란츠 (지젤) : 에노키즈 마오 (榎津まお) 명의

2004년
- CROSS†CHANNEL ~to all people~ PS2판 (야마노베 미키)
- Xchange3 (카와하라 치사토) : 에노키즈 마오 (榎津まお) 명의
- Xchange2R (카와하라 치사토) : 에노키즈 마오 (榎津まお) 명의

2005년
- SWAN SONG (카와세 히바리) : 에노키즈 마오 (榎津まお) 명의
- 아타다키 쟝가리안R (코이케 미사키) : 에노키즈 마오 (榎津まお) 명의
- IZUMO 제로 (우에스기 미소노) : 에노키즈 마오 (榎津まお) 명의
- 은빛의 조롱 (비비)
- 데보의 둥지 (우에스기 미소노) : 에노키즈 마오 (榎津まお) 명의

2006년
- 멘 앳 워크!4 ~헌터들이여 영원히~ (캐서린 사이펀) : 에노키즈 마오 (榎津まお) 명의
- 기계장치의 이브 ~Dea Ex Machina~ (쥴리아나 죠안 맛코이) : 에노키즈 마오 (榎津まお) 명의
- 전생학원월광록 (미카도 리카)
- 던전 크루세이더즈 (그레이스 안 루레브루그, 마이아) : 에노키즈 마오 (榎津まお) 명의

2007년
- 론드 리플릿 (노라 홉킨스) : 에노키즈 마오 (榎津まお) 명의
- 8665^2 하루루코의 사정 (스베루마 하루루코) : 에노키즈 마오 (榎津まお) 명의
- 솔티안쥬 마법 클럽 (쿠온지 마오) : 에노키즈 마오 (榎津まお) 명의
- 엑스 바인 (미셸) : 에노키즈 마오 (榎津まお) 명의
- 여동생 중독 ~고치는 약은 없습니다~ (후도 츠카사) : 에노키즈 마오 (榎津まお) 명의
- 월신락 (세이케 스미카) : 에노키즈 마오 (榎津まお) 명의

2008년
- 창해의 황녀들 (루아카 슈텔에다, 리리 크루프케) : 에노키즈 마오 (榎津まお) 명의
- 학원☆신선조! ~소녀 마음과 국중법도~ (사이토 하츠네, 사카모토 료카) : 에노키즈 마오 (榎津まお) 명의
- 이터널 킹덤 멸망의 마녀와 전설의 검 (엘리시아) : 에노키즈 마오 (榎津まお) 명의

2009년
- 츤인 그녀 데레인 그녀 (아카네) : 에노키즈 마오 (榎津まお) 명의